# Остервик

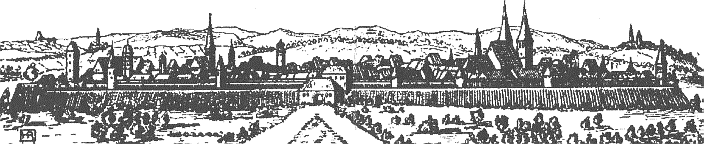
Остервик

Остервик (нем. Osterwieck) — город в Германии, в земле Саксония-Анхальт. 
Входит в состав района Хальберштадт. Подчиняется управлению Остервик-Фальштайн.  Население составляет 12 032 человека (на 31 декабря 2010 года). Занимает площадь 22,05 км². Официальный код  —  15 3 57 026.